# Sophie Caratini
 (juillet 2022).
Si vous disposez d'ouvrages ou d'articles de référence ou si vous connaissez des sites web de qualité traitant du thème abordé ici, merci de compléter l'article en donnant les références utiles à sa vérifiabilité et en les liant à la section « Notes et références ».
 (juillet 2022).
La mise en forme du texte ne suit pas les recommandations de Wikipédia : il faut le « wikifier ».
Les points d'amélioration suivants sont les cas les plus fréquents :
- Les titres sont pré-formatés par le logiciel. Ils ne sont ni en capitales, ni en gras.
- Le texte ne doit pas être écrit en capitales (les noms de famille non plus), ni en gras, ni en italique, ni en « petit »…
- Le gras n'est utilisé que pour surligner le titre de l'article dans l'introduction, une seule fois.
- L'italique est rarement utilisé : mots en langue étrangère, titres d'œuvres, noms de bateaux, etc.
- Les citations ne sont pas en italique mais en corps de texte normal. Elles sont entourées par des guillemets français : « et ».
- Les listes à puces sont à éviter, des paragraphes rédigés étant largement préférés. Les tableaux sont à réserver à la présentation de données structurées (résultats, etc.).
- Les appels de note de bas de page (petits chiffres en exposant, introduits par l'outil «  Source ») sont à placer entre la fin de phrase et le point final[comme ça].
- Les liens internes (vers d'autres articles de Wikipédia) sont à choisir avec parcimonie. Créez des liens vers des articles approfondissant le sujet. Les termes génériques sans rapport avec le sujet sont à éviter, ainsi que les répétitions de liens vers un même terme.
- Les liens externes sont à placer uniquement dans une section « Liens externes », à la fin de l'article. Ces liens sont à choisir avec parcimonie suivant les règles définies. Si un lien sert de source à l'article, son insertion dans le texte est à faire par les notes de bas de page.
- La présentation des références doit suivre les conventions bibliographiques. Il est recommandé d'utiliser les modèles {{Ouvrage}}, {{Chapitre}}, {{Article}}, {{Lien web}} et/ou {{Bibliographie}}. Le mode d'édition visuel peut mettre en forme automatiquement les références.
- Insérer une infobox (cadre d'informations à droite) n'est pas obligatoire pour parachever la mise en page.

Pour une aide détaillée, merci de consulter Aide:Wikification.
Si vous pensez que ces points ont été résolus, vous pouvez retirer ce bandeau et améliorer la mise en forme d'un autre article.
Pour les articles homonymes, voir Caratini.
Sophie Caratini, née le 11 août 1948, est une anthropologue française et mauritanienne.

## Parcours
Fille de Roger Caratini, encyclopédiste et écrivain, et d’Alice Rousseau, elle-même issue d’une famille de musiciens, Sophie Caratini, troisième d’une fratrie de sept enfants, grandit dans un milieu anticonformiste. Très tôt, elle a le goût de l’écriture, et opte pour des études de lettres avant de se diriger vers l’ethnologie. 
En 1974, elle part dans l’extrême Nord de la Mauritanie pour y faire son premier « terrain » chez les grands nomades chameliers Rgaybat (Reguibat). En fait de bédouins à chameaux développant paisiblement leurs activités de pasteurs, elle trouve un pays dévasté par la sécheresse, et une population qui se prépare à la guerre et à la révolution. Malgré le contexte difficile, elle poursuit ses travaux en associant l’histoire à l’anthropologie, et soutient une thèse d’État en 1985, sous la direction de Jean Duvignaud. En 1989 elle publie cette thèse en deux volumes aux éditions L’Harmattan, et reçoit l’année d’après, le second prix Giuseppe Cocchiara, à Palerme (prix décerné tous les deux ans par un jury international pour récompenser les meilleures publications européennes en Sciences humaines des deux années écoulées).
L’interprétation du mariage arabe qu’elle propose dans sa thèse intéresse également Claude Lévi-Strauss qui l’encourage vivement à publier dans L’Homme une série d’articles destinés à faire connaître aux chercheurs ce qu’il appellera plus tard : les « trouvailles de Sophie Caratini » (Cl. Lévi-Strauss, L’Homme, 154-155 p. 716).
Entre 1983 et 1991, elle dirige le département d’ethnologie de l'Institut du monde arabe de Paris. Pourtant, elle n’a pas renoncé à la recherche fondamentale, et après avoir quitté l’IMA, elle opère un retour littéraire sur sa première expérience de terrain et produit un texte que publie Thierry Marchaisse, alors responsable des collections de Sciences humaines (Le Seuil 1993).
En 1993, elle rentre au CNRS et entreprend un vaste programme de recherche sur la relation franco-mauritanienne, telle qu’elle s’est déroulée  dans les déserts mauritaniens où les Rgaybat avaient été vaincus, puis contrôlés par les Groupes Nomades, unités méharistes de l’armée française. Elle enquête pendant plusieurs années dans les milieux des anciens militaires français qui ont jadis servi en Mauritanie, puis auprès des anciens goumiers maures, et en dernier lieu dans les villages Peuls de la vallée du fleuve qui avaient fourni les tirailleurs « sénégalais » de ces unités. Son objectif est de confronter, dans une « trilogie coloniale », trois récits dont la mise en miroir permette de comprendre l’impact que cette relation a eu sur les personnes, les sociétés et les cultures (française, maure, peule). Ce programme se déroule sur près de vingt ans, pendant lesquels elle reprend le travail de terrain en Mauritanie et dans les camps de réfugiés sahraouis, participe à des opérations de recherche action, monte des équipes, développe les interrogations épistémologiques et observe les transformations contemporaines du monde saharo-sahélien.
En 2003 elle publie le résultat de ses enquêtes sur la société des camps de réfugiés et les effets de la révolution sahraouie sous le titre La République des sables, aux éditions L'Harmattan. Puis elle participe à des opérations de recherche-action dans le cadre de projets de développements de l'AFD en Mauritanie, ce qui lui permet de développer une réflexion critique sur l'aide au développement et d'interroger la relation franco-mauritanienne dans ses aspects les plus actuels. Dans le même temps, elle monte une première équipe de recherche sur la question de l'altérité nomade, et initie une réflexion épistémologique qu'elle consigne dans un petit livre paru au PUF en 2004.
Entre 2005 et 2009 elle réunit une nouvelle équipe qui observe les transformations sociales et religieuses en cours dans l'Ouest-Saharien. Ces travaux, menés dans le cadre d'un projet financé par l'ANR, aboutissent à deux ouvrages collectifs parus sous sa direction dans la collection L'Ouest-saharien aux éditions L'Harmattan.
Elle se consacre ensuite à l'écriture de son triptyque sur la relation coloniale, issu d'un long travail d'entretiens menés sur plusieurs années auprès de trois personnes qui ont vécu dans une unité méhariste de l'armée française chargée du contrôle des grands nomades du nord mauritanien entre les années 1930 et 1950 : une fille de goumier maure, un tirailleur "sénégalais" (en réalité mauritanien) et un ancien officier méhariste français. Cette trilogie résulte d'une transposition littéraire qui met en scène la situation d'enquête. Elle est publiée aux éditions Thierry Marchaisse en trois volumes à la fois indépendants et complémentaires : La fille du chasseur (2011), Les sept cercles, une odyssée noire (2015), et Antinéa mon amour (2017).
Entretemps, en 2012, elle produit une version, remaniée et augmentée de ses questionnements épistémologique sur sa discipline, et publie aux éditions Thierry Marchaisse une nouvelle version de son texte Les non-dits de l'anthropologie - dont Claude Lévi-Strauss avait fait l'éloge -, suivi d'un dialogue avec Maurice Godelier. Ce nouvel ouvrage devient rapidement un classique pour les étudiants de sociologie et d'anthropologie, et est aussitôt traduit en espagnol. Depuis la publication de ses travaux sur les Rgaybat, les universitaires espagnols suivent en effet de très près les travaux de Sophie Caratini, du fait de leur intérêt marqué - histoire oblige - pour le Sahara occidental.
En 2018, elle conçoit avec Charles Grémond, Céline Lesourd et Olivier Schinz la grande exposition Sahara, mondes connectés réalisée au Musée d'arts africains, océaniens et amérindiens de la Vieille Charité de Marseille, et dirige en 2019 avec ses collaborateurs un catalogue conçu comme un ouvrage collectif portant le même titre et publié aux éditions Gallimard.
En 2022, près de cinquante ans après son premier voyage en Mauritanie, elle revient enfin sur ce qui fut l'expérience fondatrice de sa carrière d'anthropologue et de sa vie de femme, et reprend le récit autobiographique qu'elle avait rédigé trente ans plus tôt. Cette nouvelle édition d'un texte écrit en 1993, largement remanié et complété, est conçu pour en accentuer la valeur de témoignage historique. Paru sous le titre Les enfants des nuages, une ethnologue dans la tourmente saharienne, ce nouveau livre éclaire un moment clé de l'histoire ouest-saharienne, marqué par l'effondrement du grand nomadisme chamelier et les débuts du combat pour l'indépendance des révolutionnaires sahraouis.

## Ouvrages
- 1989 : Les Rgaybat (1610-1934). Tome 1 : Des chameliers à la conquête d'un territoire. Préface de Théodore Monod. Paris, L'Harmattan.https://hal.archives-ouvertes.fr/hal-03609777/document

- 1989 : Les Rgaybat (1610-1934). Tome 2 : Territoire et Société. Préface de Claude Meillassoux, Paris, L'Harmattan. https://hal.archives-ouvertes.fr/hal-03609779/document

- 1993 : Les enfants des nuages. Préface de Jacques Berque, Paris, éditions du Seuil.

- 1993 : Mauresques. En collaboration avec Shanta Rao (photographe). Paris, Edifra.

- 1995 : "Les Enfants des nuages" (version condensée) In : Enquêtes et Témoignage. Sélection du Reader's Digest Paris-Bruxelles-Montréal-Zürich, p. 377-557.

- 1996 : Kinder der Wolken (traduction Klaus Jöken). Ed Knaur, München.

- 2002 : L'Éducation saharienne d'un képi noir. Mauritanie 1933-1935. Paris, L'Harmattan.

- 2003 : La République des sables. Anthropologie d'une révolution. Paris, L'Harmattan. https://halshs.archives-ouvertes.fr/halshs-01352425

- 2004 : Les non-dits de l’anthropologie, coll. Libelle, PUF.

- 2006 : La prisión del tiempo: las transformaciones sociales en los campos de refugiados saharauis, Bilbao, Bakeaz, Cuadernos Bakeaz, 77.

- 2009 : Hijos de las Nubes (traduction Juan Vivanco Gefaell). Ed. El Oriente y del Mediterraneo, Madrid.

- 2009 : La dernière marche de l’Empire, une éducation saharienne. Paris, Les empêcheurs de penser en rond-La Découverte.

- 2009 : (Sous dir.) La question du pouvoir en Afrique du Nord et de l’Ouest. Du rapport colonial au rapport de développement, L’Ouest saharien, hors-série no 9.

- 2009 : (Sous dir.) La question du pouvoir en Afrique du Nord et de l’Ouest, L’Ouest saharien, Affirmations identitaires et enjeux de pouvoir, hors-série no 10.

- 2011 : La Fille du chasseur, Paris, éd. Thierry Marchaisse.

- 2012 : Les non-dits de l'anthropologie, suivi de Dialogue avec Maurice Godelier, Paris, éd. Thierry Marchaisse.
- 2015 : Les sept cercles, Une odyssée noire, éd. Thierry Marchaisse.
- 2017 : Antinéa mon amour, éd. Thierry Marchaisse.
- 2019 : Sahara, Mondes connectés, 2019 (dir. avec Grémont, Ch., Lesourd, C. et Schinz, O.) Paris, Gallimard.
- 2022 : Les enfants des nuages. Une ethnologue dans la tourmente saharienne, Paris, éd. Thierry Marchaisse.